# Skipton House
Skipton House est un immeuble de bureaux situé à Elephant and Castle dans le centre de Londres.

## Histoire
Il a été construit pour une banque japonaise, puis vendu pour accueillir le personnel du ministère de la Santé qui avait été transféré de l'Alexander Fleming House. L'architecte du projet est Paul Cayford. Son adresse est 80 London Road SE1 6LH, à côté de l'entrée de la Bakerloo line de la station de métro Elephant & Castle. Il a été inauguré par Virginia Bottomley, alors Secrétaire d'État à la Santé, le 15 février 1993. Sa superficie est de 23 000 m2.

## Architecture
De l'extérieur, les deux caractéristiques remarquables sont le revêtement en marbre brun foncé et l'impressionnante entrée. À l'intérieur, il y a un grand atrium central recouvert de verre, les deuxième au sixième étages ayant des balcons.
Lorsque l'Information Centre for Health and Social Care (en) est créé le 1er avril 2005, son bureau londonien se trouve à Skipton House. Il a depuis déménagé à Leeds, dans le West Yorkshire. En outre, en 2005, un nombre important d'employés du ministère de la Santé a été transféré d'Eileen House et d'Hannibal House, situées à proximité, car leurs baux avaient expiré. En 2011, une nouvelle tranche de personnel du ministère de la Santé a été transférée de la New Kings Beam House, située à proximité. C'est aussi le siège de la NHS Counter Fraud Authority. 
Des plans ont été approuvés en 2016 pour démolir Skipton House ainsi que l'auberge adjacente et la bibliothèque Perry de l'Université de South Bank pour faire place à un développement à usage mixte conçu par Skidmore, Owings and Merrill contenant des appartements, des bureaux et des restaurants haut de gamme. Les plans ont ensuite été retirés en raison d'un manque d'accord entre les propriétaires fonciers et en 2019, une nouvelle demande de planification a été soumise pour recouvrir et ajouter six étages supplémentaires au bâtiment existant. La demande a été renvoyée au Southwark London Borough Council (en) par l'Autorité du Grand Londres au motif qu'elle « n'est pas conforme au Plan de Londres et au projet de Plan de Londres ». La GLA a suggéré des solutions possibles, notamment une contribution au coût d'une nouvelle station de métro de Londres sur la Elephant and Castle Northern line. Le promoteur a soumis un plan mis à jour au Southwark London Borough Council qui l'a approuvé en novembre 2020 et les plans attendent depuis (2024) l'approbation du Maire de Londres. 